# Coryne nutans
Coryne nutans är en nässeldjursart som beskrevs av George James Allman 1869. Coryne nutans ingår i släktet Coryne och familjen Corynidae. Inga underarter finns listade i Catalogue of Life.